# Askar Abildajew
Askar Zubajdiłdajewicz Abildajew (ros. Аскар Зубайдилдаевич Абильдаев, ur. 16 czerwca 1971) – kazachski piłkarz grający na pozycji napastnika.

## Kariera piłkarska

### Kariera klubowa
Abildajew grał w kazachskich klubach takich jak Szachtior Karaganda, Kajrat Ałmaty i Ansat Pawłodar.

### Kariera reprezentacyjna
W reprezentacji Kazachstanu zadebiutował 1 czerwca 1992 roku w meczu Pucharu Azji Środkowej przeciwko Turkmenistanowi. 14 września 1992 roku zdobył bramkę w meczu z Turkmenistanem rozgrywanym w ramach Pucharu Azji Środkowej. W reprezentacji rozegrał 7 spotkań zdobywając jedną bramkę.
| Mecze i gole w reprezentacji | Mecze i gole w reprezentacji | Mecze i gole w reprezentacji | Mecze i gole w reprezentacji | Mecze i gole w reprezentacji | Mecze i gole w reprezentacji | Mecze i gole w reprezentacji |
| Kazachstan                   | Kazachstan                   | Kazachstan                   | Kazachstan                   | Kazachstan                   | Kazachstan                   | Kazachstan                   |
| Lp.                          | Data                         | Miasto                       | Przeciwnik                   | Gol                          | Wynik                        | Rozgrywki                    |
| ---------------------------- | ---------------------------- | ---------------------------- | ---------------------------- | ---------------------------- | ---------------------------- | ---------------------------- |
| 1.                           | 01.06.1992                   | Ałma-Ata                     | Turkmenistan                 |                              | 1:0                          | Puchar Azji Środkowej        |
| 2.                           | 03.07.1992                   | Pjongjang                    | Libia                        |                              | 1:0                          | towarzyski                   |
| 3.                           | 14.09.1992                   | Aszchabad                    | Turkmenistan                 | Gol                          | 1:1                          | Puchar Azji Środkowej        |
| 4.                           | 26.09.1992                   | Biszkek                      | Kirgistan                    |                              | 1:1                          | Puchar Azji Środkowej        |
| 5.                           | 25.10.1992                   | Kyzyłorda                    | Kirgistan                    |                              | 2:0                          | Puchar Azji Środkowej        |
| 6.                           | 29.12.1995                   | Rijad                        | Arabia Saudyjska             |                              | 0:3                          | towarzyski                   |
| 7.                           | 03.01.1996                   | Bejrut                       | Liban                        |                              | 1:2                          | towarzyski                   |